# Da servidão moderna
Da servidão moderna é um documentário lançado em 2009.
| “ | A servidão moderna é uma escravidão voluntária, consentida pela multidão de escravos que se arrastam pela face da terra. Eles mesmos compram as mercadorias que os escravizam cada vez mais. Eles mesmos procuram um trabalho cada vez mais alienante que lhes é dado, se demonstram estar suficientemente domados. Eles mesmos escolhem os mestres a quem deverão servir. Para que esta tragédia absurda possa ter lugar, foi necessário tirar desta classe a consciência de sua exploração e de sua alienação. Aí está a estranha modernidade da nossa época. Contrariamente aos escravos da antiguidade, aos servos da Idade média e aos operários das primeiras revoluções industriais, estamos hoje em dia frente a uma classe totalmente escravizada, só que não sabe, ou melhor, não quer saber. Eles ignoram o que deveria ser a única e legítima reação dos explorados. Eles não conhecem a rebelião, que deveria ser a única reação legítima dos explorados. Aceitam sem discutir a vida lamentável que se planejou para eles. A renúncia e a resignação são a fonte de sua desgraça. | ” |